# Crinifer
Genre
Crinifer est un des trois genres de touracos de la sous-famille des Criniferinae, avec Corythaixoides et Corythaeola.

## Liste d'espèces
D'après la classification de référence (version 14.2, 2024) du Congrès ornithologique international (ordre phylogénique) :
- Crinifer personatus (Rüppell, 1842) – Touraco masqué
- Crinifer concolor (Smith, 1833) – Touraco concolore
- Crinifer leucogaster Rüppell, 1842) – Touraco à ventre blanc
- Crinifer piscator (Boddaert, 1783) – Touraco gris
- Crinifer zonurus Rüppell, 1835 – Touraco à queue barrée